# VIVA World Cup 2009
Navigation
Laponie 2008 Gozo 2010
La VIVA World Cup 2009 (Coupe du monde VIVA de 2009) est une compétition de football s'étant tenue en Padanie (Italie) du 21 juin au 28 juin 2009. Il s'agit de la troisième édition de la compétition.
Les équipes participantes furent la Laponie, la Padanie, le Kurdistan, la Provence, l'Occitanie et Gozo.
La Padanie remporte pour la seconde fois le tournoi, en battant en finale le Kurdistan 2 à 0, les buts fut inscrits par Andrea D'Alessandro à la 73e et Andrea Casse à la 74e,,.

## Ville et stades
| Ville                         | Stades                        | Capacité                      |
| Piémont / Lombardie / Vénétie | Piémont / Lombardie / Vénétie | Piémont / Lombardie / Vénétie |
| ----------------------------- | ----------------------------- | ----------------------------- |
| Novare                        | Stade Silvio-Piola            | 17,875                        |
| Varèse                        | Stade Franco-Ossola           | 9,926                         |
| Brescia                       | Stade Mario-Rigamonti         | 23,072                        |
| Vérone                        | Stade Marcantonio-Bentegodi   | 39,371                        |

## Tournoi

### Groupe A
| Équipe    | J | V | N | D | BM | BE | DB | Pts |
| --------- | - | - | - | - | -- | -- | -- | --- |
| Padanie   | 2 | 2 | 0 | 0 | 3  | 1  | +2 | 6   |
| Kurdistan | 2 | 1 | 0 | 1 | 5  | 2  | +3 | 3   |
| Occitanie | 2 | 0 | 0 | 2 | 0  | 5  | -5 | 0   |

| 22 juin 2009 | Padanie                | 1 – 0 | Occitanie | Stade Silvio-Piola, Novare                      |                                                 |
|              | Gianpietro Piovani 83e |       |           | Spectateurs : 1 100 Arbitrage : Mario Mazzoleni | Spectateurs : 1 100 Arbitrage : Mario Mazzoleni |
|              | Rapport                |       |           | Spectateurs : 1 100 Arbitrage : Mario Mazzoleni | Spectateurs : 1 100 Arbitrage : Mario Mazzoleni |

| 23 juin 2009 | Kurdistan                                                  | 4 – 0 | Occitanie | Stade Franco-Ossola, Varèse                    |                                                |
|              | Ali Aziz 3e · Karzan Abdullah 38e 45e · Haider Qaraman 56e |       |           | Spectateurs : 350 Arbitrage : Per Anders Blind | Spectateurs : 350 Arbitrage : Per Anders Blind |
|              | Rapport                                                    |       |           | Spectateurs : 350 Arbitrage : Per Anders Blind | Spectateurs : 350 Arbitrage : Per Anders Blind |

| 24 juin 2009 | Padanie                                 | 2 – 1 | Kurdistan          | Stade Mario-Rigamonti, Brescia        |                                       |
|              | Emanuele Ferrari 4e · Maurizio Ganz 67e |       | 62e Haider Qaraman | Spectateurs : 1 000 Arbitrage : Copia | Spectateurs : 1 000 Arbitrage : Copia |
|              | [ Rapport]                              |       |                    | Spectateurs : 1 000 Arbitrage : Copia | Spectateurs : 1 000 Arbitrage : Copia |

### Groupe B
| Équipe   | J | V | N | D | BM | BE | DB | Pts |
| -------- | - | - | - | - | -- | -- | -- | --- |
| Provence | 2 | 2 | 0 | 0 | 5  | 2  | +3 | 6   |
| Laponie, | 2 | 1 | 0 | 1 | 8  | 4  | +4 | 3   |
| Gozo     | 2 | 0 | 0 | 2 | 3  | 10 | -7 | 0   |

| 22 juin 2009 | Provence                                   | 3 – 1 | Gozo               | Stade Silvio-Piola, Novare             |                                        |
|              | Enais Hammoud 39e 77e · Eddy Hammami 90+1e |       | 73e John Camilleri | Spectateurs : 100 Arbitrage : Buonanno | Spectateurs : 100 Arbitrage : Buonanno |
|              | [ Rapport]                                 |       |                    | Spectateurs : 100 Arbitrage : Buonanno | Spectateurs : 100 Arbitrage : Buonanno |

| 23 juin 2009 | Provence                             | 2 – 1 | Laponie,          | Stade Franco-Ossola, Varèse         |                                     |
|              | Enais Hammoud 37e · Eddy Hammami 64e |       | 5e Erik Berrelsen | Spectateurs : 50 Arbitrage : Lodice | Spectateurs : 50 Arbitrage : Lodice |
|              | Rapport                              |       |                   | Spectateurs : 50 Arbitrage : Lodice | Spectateurs : 50 Arbitrage : Lodice |

| 24 juin 2009 | Laponie ,                                                                                  | 7 – 2 | Gozo                     | Stade Mario-Rigamonti, Brescia                     |                                                    |
|              | Svein Thomassen 12e 16e 17e · John Eira 46e · Daniel Reginiussen 52e 84e · Espen Bruer 78e |       | 79e 86e Christian Bugeja | Spectateurs : 80 Arbitrage : Baker Seerwand Salman | Spectateurs : 80 Arbitrage : Baker Seerwand Salman |
|              | Rapport                                                                                    |       |                          | Spectateurs : 80 Arbitrage : Baker Seerwand Salman | Spectateurs : 80 Arbitrage : Baker Seerwand Salman |

### Demi-finales
| 25 juin 2009 | Kurdistan                                                                                          | 6 – 0 | Provence | Stade Franco-Ossola, Varèse          |                                      |
|              | Ali Aziz 5e · Ferhad Sediq 16e · Sawash Qadir 25e · Karzan Abdullah 55e 80e · Persia Abdulrida 71e |       |          | Spectateurs : 250 Arbitrage : Lodice | Spectateurs : 250 Arbitrage : Lodice |
|              | [ Rapport]                                                                                         |       |          | Spectateurs : 250 Arbitrage : Lodice | Spectateurs : 250 Arbitrage : Lodice |

| 25 juin 2009 | Padanie                                                                                        | 4 – 0 | Laponie | Stade Franco-Ossola, Varèse                     |                                                 |
|              | Emanuele Pedersolo 12e · Alessio Battaglino 39e · Ole Haetta 41e (csc) · Giordan Ligarotti 85e |       |         | Spectateurs : 1 560 Arbitrage : Luciano Casnati | Spectateurs : 1 560 Arbitrage : Luciano Casnati |
|              | Rapport                                                                                        |       |         | Spectateurs : 1 560 Arbitrage : Luciano Casnati | Spectateurs : 1 560 Arbitrage : Luciano Casnati |

### Match pour la cinquième place
| 26 juin 2009 | Occitanie                            | 2 – 1 | Gozo               | Stade Mario-Rigamonti, Brescia           |                                          |
|              | Marc Ballue 19e · Julien Cantier 62e |       | 80e John Camilleri | Spectateurs : 20 Arbitrage : Poggipolini | Spectateurs : 20 Arbitrage : Poggipolini |
|              | [ Rapport]                           |       |                    | Spectateurs : 20 Arbitrage : Poggipolini | Spectateurs : 20 Arbitrage : Poggipolini |

### Match pour la troisième place
| 26 juin 2009 | Laponie ,                                                          | 4 – 4 | Provence                                                                | Stade Mario-Rigamonti, Brescia       |                                      |
|              | Svein Thomassen 13e 53e · Espen Bruer 18e · Daniel Reginiussen 82e |       | 14e 88e Enais Hammoud · 16e Jean-Jacques Matel · 21e Benjamin Bennattar | Spectateurs : 50 Arbitrage : Capelli | Spectateurs : 50 Arbitrage : Capelli |
|              | Rapport                                                            |       |                                                                         | Spectateurs : 50 Arbitrage : Capelli | Spectateurs : 50 Arbitrage : Capelli |
|              | Tirs au but 5 – 4                                                  |       |                                                                         | Spectateurs : 50 Arbitrage : Capelli | Spectateurs : 50 Arbitrage : Capelli |

### Finale
| 27 juin 2009 | Padanie                                    | 2 – 0 | Kurdistan | Stade Marcantonio-Bentegodi, Vérone                             |                                                                 |
|              | Andrea D'Alessandro 73e · Andrea Casse 74e |       |           | Spectateurs : 4 000 Arbitrage : Per-Anders Blind, Antonio Guida | Spectateurs : 4 000 Arbitrage : Per-Anders Blind, Antonio Guida |
|              | Rapport                                    |       |           | Spectateurs : 4 000 Arbitrage : Per-Anders Blind, Antonio Guida | Spectateurs : 4 000 Arbitrage : Per-Anders Blind, Antonio Guida |

## Statistiques, classements et buteurs

### Classement final
| No | Équipe    | J | V | N | D | BM | BE | DB | Pts |
| -- | --------- | - | - | - | - | -- | -- | -- | --- |
| 1  | Padanie   | 4 | 4 | 0 | 0 | 9  | 1  | +8 | 12  |
| 2  | Kurdistan | 4 | 2 | 0 | 2 | 11 | 4  | +7 | 6   |
| 3  | Laponie   | 4 | 1 | 1 | 2 | 12 | 12 | 0  | 4   |
| 4  | Provence  | 4 | 2 | 1 | 1 | 9  | 12 | -3 | 7   |
| 5  | Occitanie | 3 | 1 | 0 | 2 | 2  | 6  | -4 | 3   |
| 6  | Gozo      | 3 | 0 | 0 | 3 | 4  | 12 | -8 | 0   |

### Classement des buteurs
| 5 buts - Svein Thomassen - Enais Hammoud 4 buts - Karzan Abdullah 3 buts - Daniel Reginiussen 2 buts - Eddy Hammami - Christian Bugeja - John Camilleri - Espen Bruer - Haider Qaraman - Ali Aziz 1 but contre son camp (csc) - Ole Haetta | 1 but - Alessio Battaglino - Andrea D'Alessandro - Andrea Casse - Emanuele Ferrari - Emanuele Pedersolo - Gianpietro Piovani - Giordan Ligarotti - Maurizio Ganz - Erik Berrelsen - John Eira - Jean-Jacques Matel - Benjamin Bennattar - Marc Ballue - Julien Cantier - Ferhad Sediq - Sawash Qadir - Persia Abdulrida |